# Cynan Garwyn
Cynan ap Brochwel (545? - 613?), dit Cynan Garwyn (Blanches-Jambes) était un roi de Powys (est du Pays de Galles).

## Biographie
Cynan était le fils aîné de Brochfael Ysgythrog et d'Arddun Penasgell, la fille de Pabo Post Prydein présenté parfois comme le fils d'Arthwys mab Mar. Il était également le frère de Saint Tysilio. Son surnom qui signifie également « le Cruel », lui viendrait de la couleur de ses jambes très pâles, mais il est également possible qu'il soit déformé de Carrwyn, signifiant alors « Chariot Blanc ». 
On ignore la date à laquelle Cynan monta sur le trône du Powys, bien que ce fut probablement vers les années 560-570 à la mort de son père.
Cynan apparaît dans les poèmes de Taliesin. Cependant, s'il y figure plus comme le « Cynan des Prophéties » qui devait délivrer la Grande-Bretagne des Anglo-Saxons, il a surtout en réalité combattu les Celtes, en Anglesey, en Gwent et en Brycheiniog.
Cynan, bon chrétien, aurait été le mécène de Saint Beuno, à qui il donna des terres. Il aurait également arrêté sa conquête du Glyswysing après que des moines eurent signé des accords de paix alors qu'il était pourtant un grand conquérant.
Cynan aurait épousé Gwynwenwen, la fille de Domangart mac Aedan de Dál Riada dont il eut au moins trois enfants : Selyf le « Serpent-de-Bataille » qui lui succédera en 610, Dinogad et Afandreg Ddu. Cette dernière fut la femme du roi Cadfan ab Iago de Gwynedd.
Selon les Triades galloises, son cheval, Du Hir Tynnedig (c'est-à-dire: Le Haut Teint de Noir) était reconnu comme l'un des trois plus grands coursiers de Grande-Bretagne. Cynan aurait participé à la bataille de Chester) en 613 (ou 615) avec son fils, Selyf, alors déjà roi de Powys, contre les Angles menés par Æthelfrith de Bernicie. Il s'y serait fait tuer avec Selyf.